# Johann Gebhard Rabener

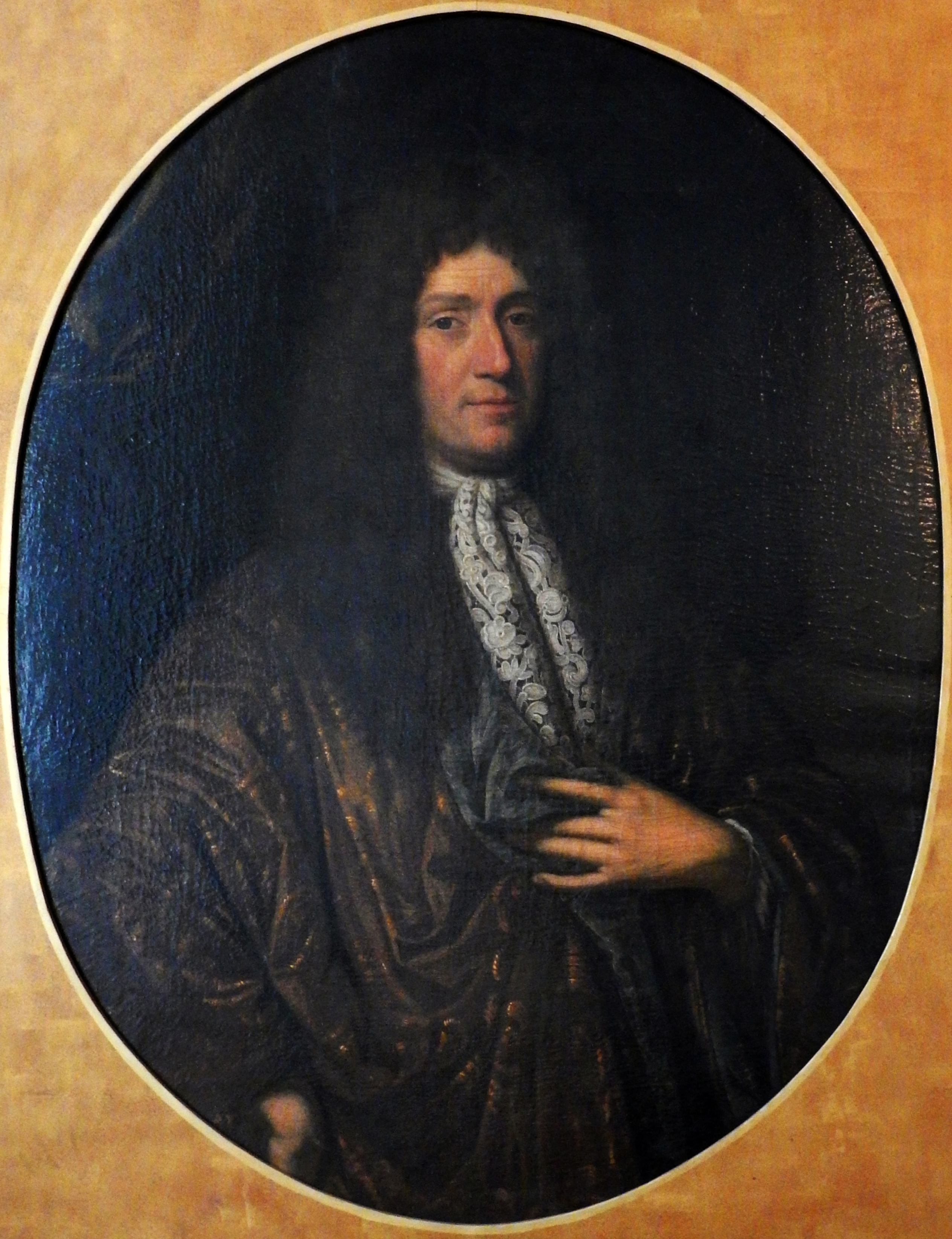
Johann Gebhard Rabener, Ölgemälde im Nationalmuseum Stettin, 1682. Ursprünglich Teil eines Epitaphs im Kamminer Dom.

Johann Gebhard Rabener (* 1632 in Sorau; † 29. Januar 1701 in Berlin) war Kurfürstlich-Brandenburgischer Hof- und Justizrat in Berlin.

## Leben
Johann Rabener war ein deutscher Jurist, welcher ab 1666 erst als Richter am Hofgericht in Kolberg, dann ab 1686 in Stargard tätig war. später wurde er Justizrat in Berlin.
Gemeinsam mit anderen setzte er sich in Berlin für den Aufbau eines Observatoriums mit einem hauptamtlichen Astronomen ein. Hierfür war Erhard Weigel in Kontakt mit einer Gruppe um Rabener, dem Berliner Archivar Johann Jakob Chuno und dem Berliner Prediger Daniel Ernst Jablonski. Rabener hatte bereits 1697 ein Gutachten für die Errichtung eines Observatoriums erstellt. Dies hatte er mit Blick auf die spätere Gründung der Societät bereits mit dem Fokus erstellt, mit wenig Aufwand ein solches zu erstellen.
Er war Gründungsmitglied der Brandenburgischen Societät der Wissenschaften zu Berlin und wurde am 6. Dezember 1700 als Ordentliches Mitglied in die neu gegründete Gesellschaft aufgenommen, starb aber wenige Wochen später.
Er war mit Catharine, geb. Gebhard († 1686), verheiratet. Sie hatten mehrere Kinder.